# Žižkova kasárna (Prachatice)
Žižkova kasárna se nachází v severní části města Prachatice, na adrese Starokasárenská 192. 
Rozsáhlý objekt, který v minulosti sloužil k potřebám rakousko-uherské a později československé armády, byl dokončen v roce 1875 a slavnostně otevřen dne 15. září. Jeho výstavbu financovalo město, které jej muselo také udržovat. Údržba probíhala ve 20. letech 20. století velmi problematicky, technický stav budovy byl stále horší a vojáci si na něj stěžovali. V kasárnách byl tehdy umístěn 28. střelecký pluk a později 3. prapor 11. pěšího pluku, jehož velitelství sídlilo v Písku. V roce 1938 sem byl během všeobecné mobilizace hraničářský prapor z Volar. 
Po skončení druhé světové války byla do Žižkových kasáren umístěna opět armáda. Od roku 1969 zde byl umístěn prapor silničního vojska ČSLA. Význam stavby upadl poté, co byla vybudována tzv. Nová kasárna a Žižkova získala neoficiální název Stará kasárna pro odlišení obou budov.
V současné době se v budově nachází řada různých institucí, např. i rodinné centrum. nebo ubytovna.
U příležitosti stého výročí ukončení první světové války byl v říjnu 2018 před Žižkovými kasárnami odhalen památník všem obětem války z Prachaticka. Podle návrhu výtvarníka Václav Kuneše jej zhotovil kameník František Kölbl.

## Galerie

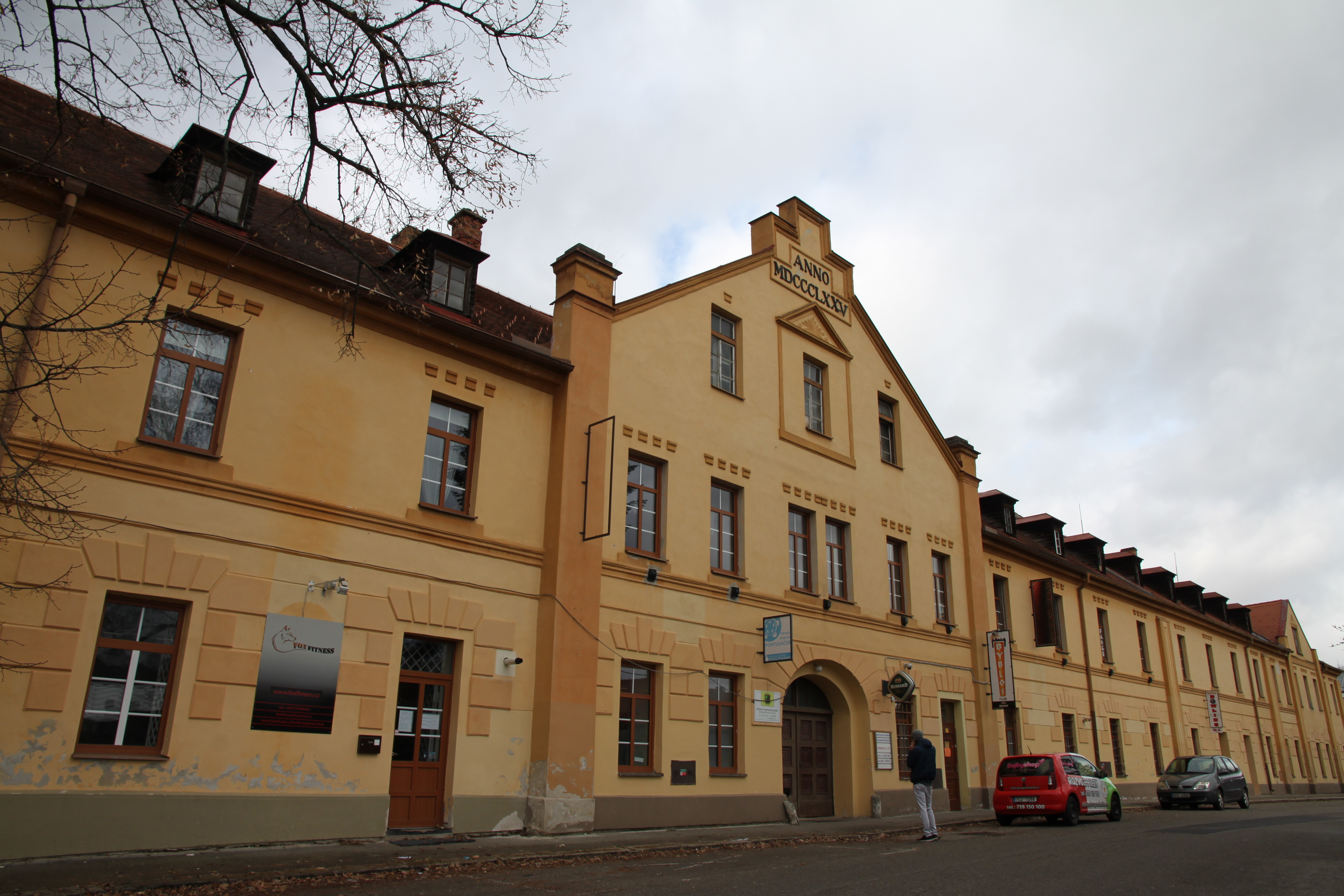
Hlavní část
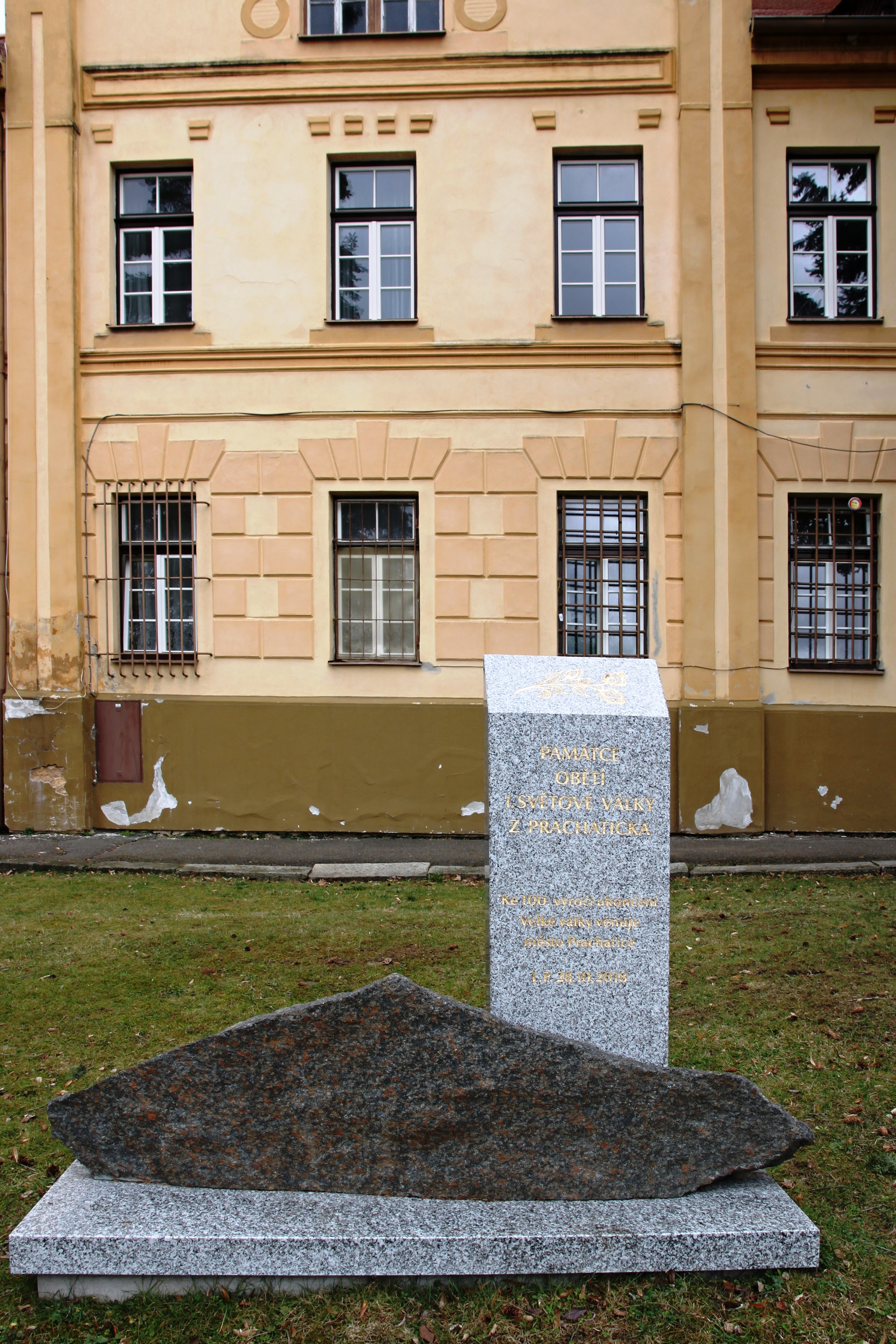
Památník ke 100 ukončení první světové války
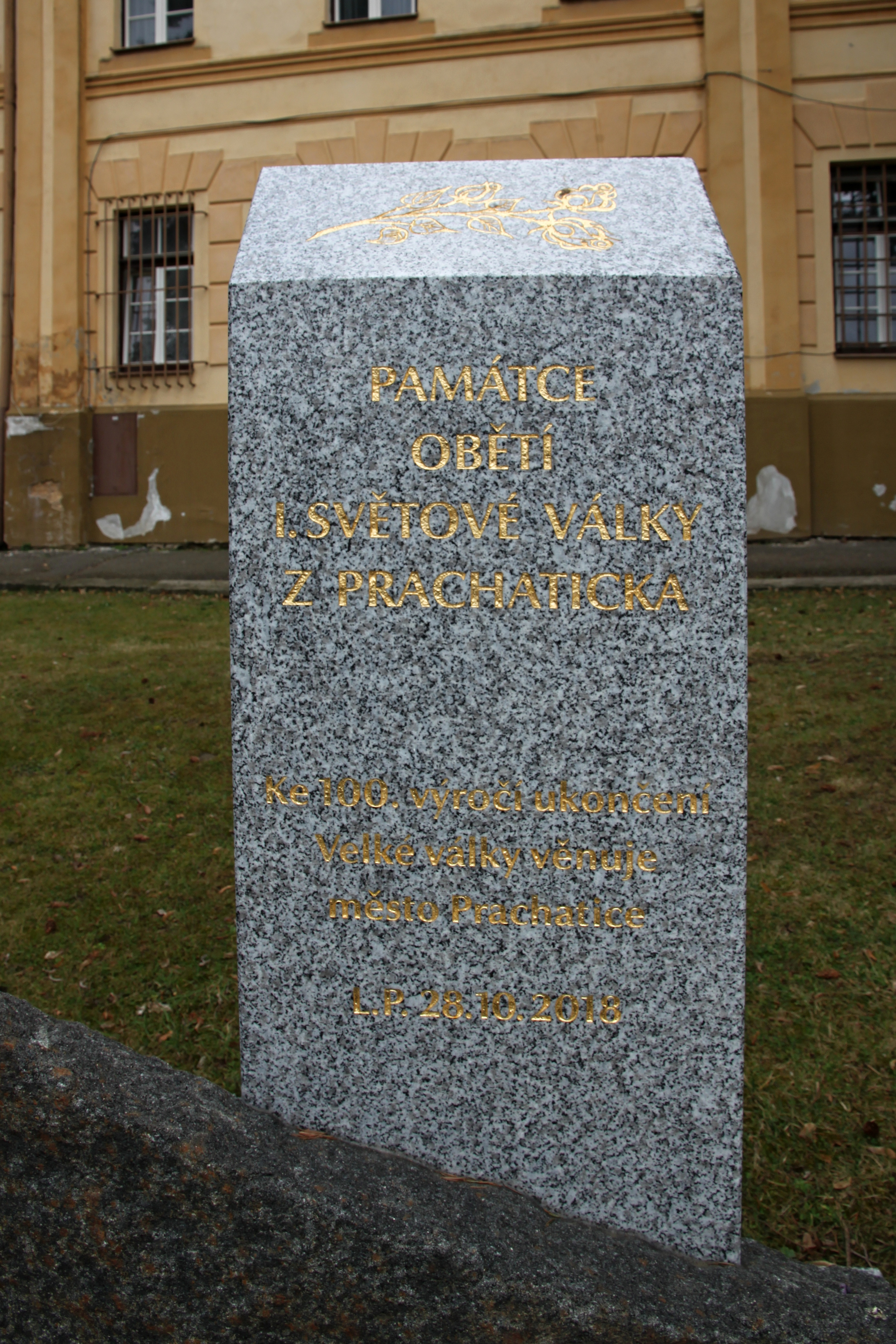
Detail památníku
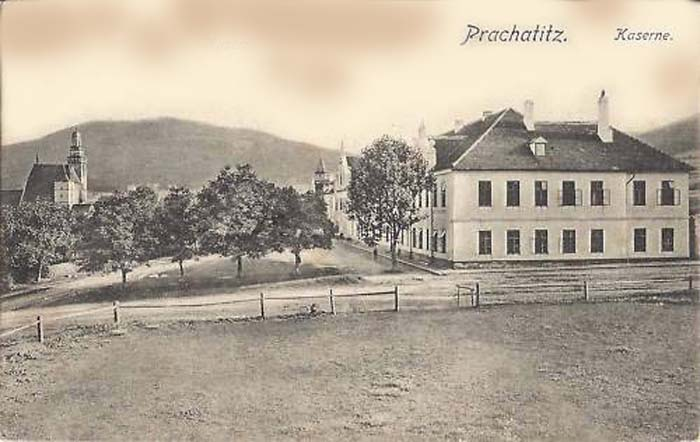
Historický pohled